# Choque de codos

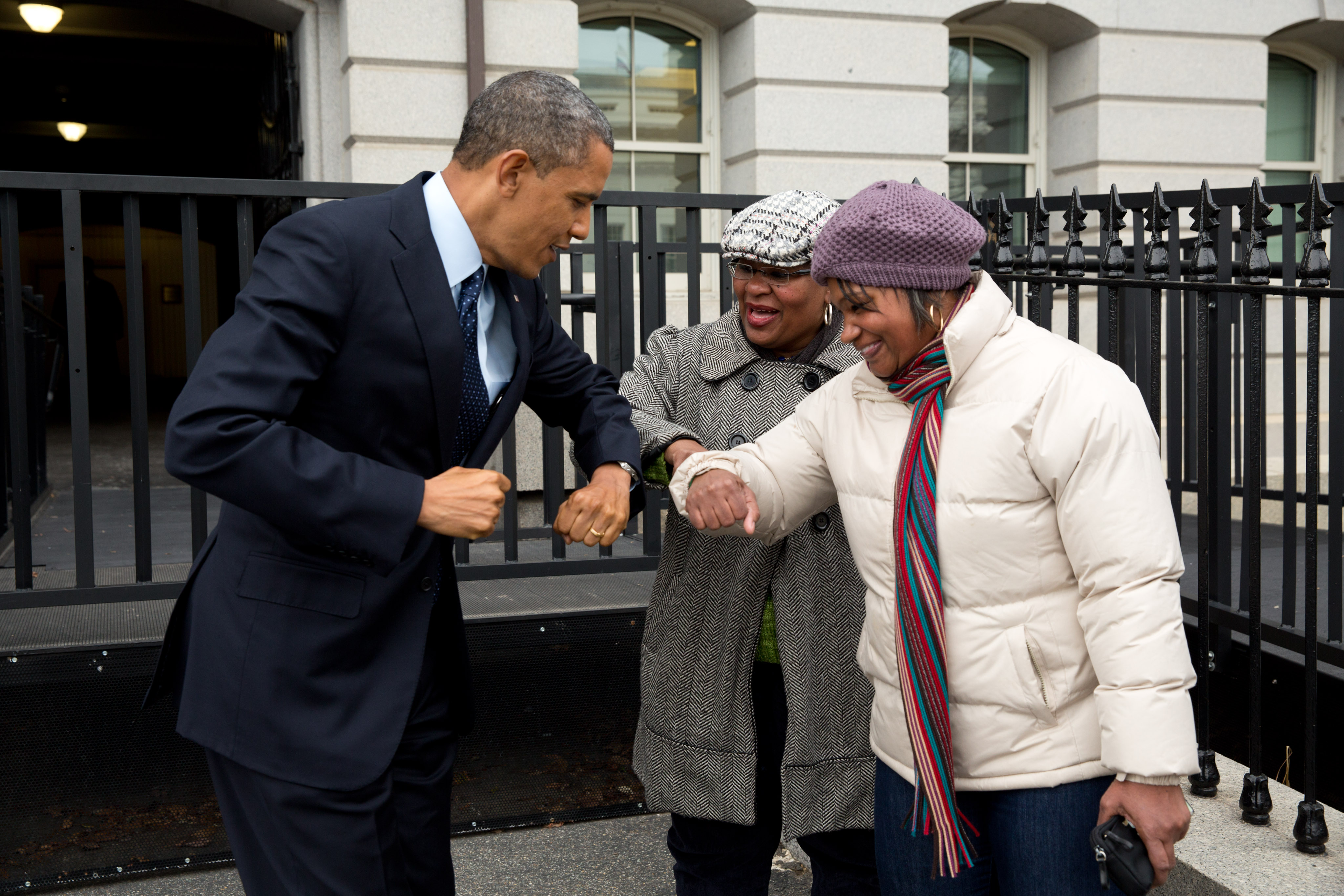
Barack Obama chocando codos con dos trabajadores de la Administración de Servicios Generales en 2012

El choque de codos o golpe de codos es un saludo informal donde dos personas chocan los codos. El interés en este saludo se renovó en diferentes ocasiones, todas relacionadas con el temor provocado por el contagio de enfermedades infecciosas, como la gripe aviar de 2006, la pandemia de gripe porcina de 2009, el brote de Ébola de 2014 y la pandemia de COVID-19 cuando los funcionarios de salud apoyaron su uso como una alternativa al apretón de manos para reducir la propagación. Durante la última pandemia mundial, las autoridades informaron que incluso un golpe en el codo era demasiado arriesgado y sugirieron saludar desde la distancia.

## Origen

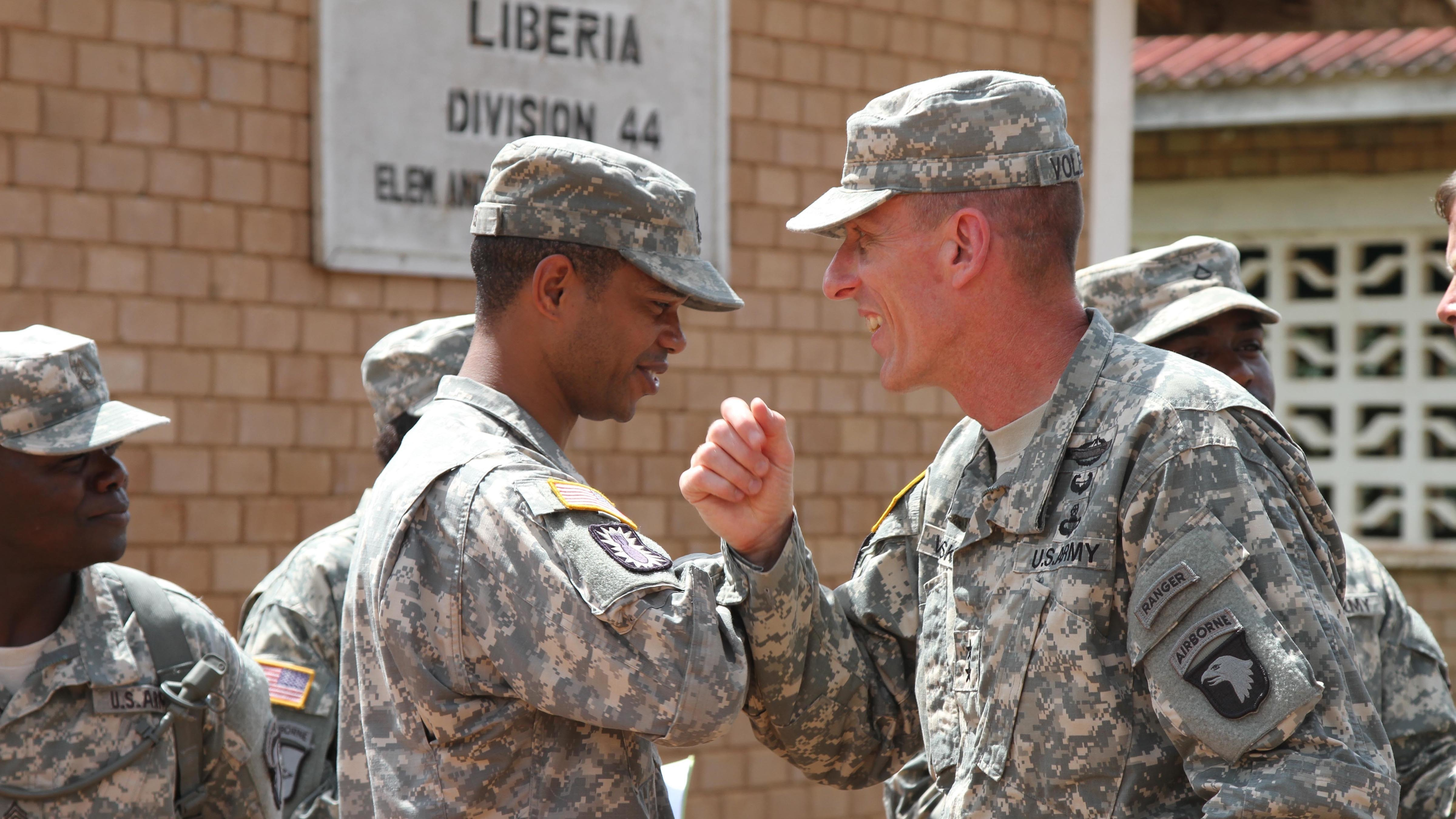
El comandante de la Operación United Assistance usando un saludo de golpe de codos mientras luchaba contra el ébola en Liberia en 2014

El choque de codos como saludo se piensa que deriva del choque de puño, que comenzó a popularizarse en la década de 1980. El primer registro escrito del golpe de codo por David Grimes apoya esta hipótesis. Más recientemente, Shaquille O'Neal demostró la naturaleza derivada del choque de codos en relación con el golpe de puño en 2004, cuando rechazó el saludo de Kobe Bryant con un golpe de codo a medias.

## Popularidad debido a cualidades higiénicas

### Brote de gripe aviar de 2006
La Organización Mundial de la Salud defiende el uso del choque de codos como medida sanitaria. En 2006, debido al temor de una posible pandemia de gripe aviar, la OMS propuso utilizar el choque de codos como un medio para "mantener los gérmenes de otras personas a la altura de los brazos". Michael Bell ha sido uno de los principales defensores del uso del saludo, y señaló que también puede ayudar a limitar la propagación de enfermedades como el ébola, al modelar el comportamiento social que limita el contacto físico.

### Pandemia de gripe porcina de 2009
El choque de codos obtuvo un renovado interés en 2009 debido a que la pandemia de gripe porcina en México se expandió a nivel mundial. El saludo creció en popularidad entre los mexicanos que lo utilizaron para reducir la propagación de la enfermedad. Al igual que en 2006, el choque de codos fue apoyado por varios funcionarios de salud, como Sanjay Gupta, corresponsal médico jefe de CNN.

### Epidemia de influenza estacional de 2012–2013
El Manhattan Soccer Club respaldó el saludos de codos como la alternativa segura al contacto mano a mano. 

At this point the MSC Board and the coaching staff would recommend that players not shake/touch hands with opponents after the games. The safest thing to do is to touch elbows. The coach or manager can explain this to the other team prior to the game.
En este punto, la Junta de MSC y el cuerpo técnico recomendarían que los jugadores no estrechen / toquen las manos con los oponentes después de los juegos. Lo más seguro es tocar los codos. El entrenador o gerente puede explicar esto al otro equipo antes del juego.

### Brote de ébola de 2014
En octubre de 2014, un brote de ébola revivió el interés en el saludo.

### Pandemia de COVID-19
Durante las primeras etapas de la pandemia de COVID-19 en los Estados Unidos, los funcionarios de salud aconsejaron a las personas que evitaran el contacto físico con otros, incluido el apretón de manos; se sugirió el choque de codos como alternativa. En una conferencia de prensa el 2 de marzo, el cirujano general estadounidense Jerome Adams demostró el saludos a los periodistas, diciendo "Probablemente deberíamos repensar de hacer el apretón de manos por un tiempo".
A medida que se extendió la epidemia, se desalentó el uso del saludo de choque de codos a medida que se ampliaron los consejos sobre el distanciamiento físico, como mantenerse al menos a 2 metros de distancia de otras personas, como una forma de disminuir el riesgo de contraer o propagar la enfermedad. El director general de la Organización Mundial de la Salud, Tedros Adhanom Ghebreyesus, informó que un choque de codos era demasiado arriesgado porque coloca a las personas demasiado cerca unas de otras; recomendó usar un saludo sin contacto, como poner la mano sobre el corazón, desde una distancia de separación de al menos un metro.

## En la cultura popular
En 2009, los médicos universitarios y el galardonado con el Premio Nobel Peter Agre aprobaron el choque de codos. La Asociación Americana para el Avance de la Ciencia se unió a la Organización Mundial de la Salud para respaldar el saludo. Sin embargo, algunas de estas recomendaciones estaban destinadas tanto a generar buen humor como a una buena higiene.
La frase en inglés "elbow bump" (golpe de codo) fue considerada para la Palabra del Año en 2009 por el New Oxford American Dictionary.
En el servicio al aire libre del festival Greenbelt de 2009, se alentó a los fieles a saludarse con el 'choque de codos de la paz' en lugar del 'saludo de paz ' más habitual durante el rito cristiano, debido a las preocupaciones sobre la gripe porcina.
El dúo de diseñadores belgas MarcMarc lanzó un emoji para el 'choque de codos' en respuesta a la pandemia de COVID-19.